# Pakhus 48
Pakhus 48 er et tidligere varehus i Københavns Frihavn i Danmark, som nu huser showrooms for forskellige design- og møbelselskaber. Det er ejet af København By og Havn, og bygningen har et areal på omkring 3.000 m2.

## Selskaber
Virksomheder med showrooms i Pakhus 48
- Fritz Hansen
- Kvadrat
- Erik Jørgensen
- Grid
- VOLA
- Montana Møbler
- Luceplan
- Green Square Copenhagen